# Super R 530
Matra Super 530 — французская ракета класса «воздух-воздух» малой и средней дальности, разработанная фирмой Matra и являющаяся модернизированной версией ракеты Matra R530 (англ. R.530).
В настоящее время Super 530 заменяется ракетой MICA европейского концерна MBDA.

## Модификации
- Super 530F — применяемая в составе вооружения Dassault Mirage F1. Впервые представлена в 1979 году.
- Super 530D — применяемая в составе вооружения Dassault-Breguet Mirage 2000. Впервые представлена в 1988 году.

## Конструкция

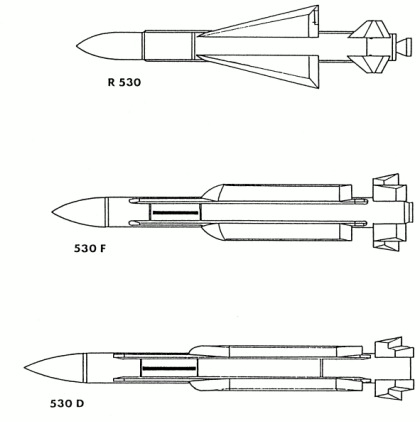
Сверху вниз, ракеты R.530, Super 530F и Super 530D

В более поздней модификации Super 530D использованы те же аэродинамические решения и внутренняя компоновка что и в её предшественнице Super 530F, с крестообразными низкопрофильными аэродинамическими поверхностями в передней части ракеты и крестообразными рулями расположенными в кормовой части. Однако, при этом, корпус ракеты из нержавеющей стали был удлинён, для размещения новой сборки ГСН с обтекателем и нового более мощного двухрежимного твердотопливного двигателя. В ракете длиной в 3,80 метра и диаметром корпуса 263 миллиметра, с размахом крыла 0,62 метра использована та же боевая часть, что и в Super 530F. Стартовая масса ракеты — 270 килограмм.
В системе наведения использована моноимпульсная доплеровская полуактивная радиолокационная головка самонаведения AD26 CW, с улучшенными относительно своего прототипа, характеристиками помехозащищённости и сопровождения низколетящих целей. Спроектирована ГСН с использованием цифровых микропроцессоров, позволяющих перепрограммировать ГСН на работу по новым типам целей. Ракета может поражать цели на высотах от 60 до 24400 метров, при максимальной высоте пуска 12200 метров, имеет максимальную дальность 40 километров и максимальную скорость полёта 5 М.

## Тактико-технические характеристики
- Длина ракеты: 3,80 м
- Диаметр корпуса: 263 мм
- Размах крыла: 0,62 м
- Стартовая масса: 270 кг
- Боевая часть: Осколочно-фугасная
  - Масса БЧ: 30 кг
  - Взрыватель: радиолокационный
- Система наведения: ПРЛСГСН
- Двигатель: РДТТ
- Дальность: 40 км

## Эксплуатанты
- Франция
- Бразилия
- Греция
- Египет
- Индия
- Кувейт — во время войны с Ираком 174 таких ракеты достались иракцам в качестве трофеев[1].
- Ирак — с 1981 по 1983 года Ирак получил 352 ракеты модификации Super 530F, которые сразу же были использованы во время Ирано-иракской войны[2]. Сейчас не применяется.

15 июля 2019 года итальянская полиция в рамках спецоперации против yльтраправых экстремистов конфисковала ракету Matra Super 530 и другое вооружение. Расследование, в рамках которого полиция обнаружила склад, связано с пятью итальянскими экстремистами, которые принимали участие в вооруженном конфликте на Востоке Украины.